# Abraham Genoels

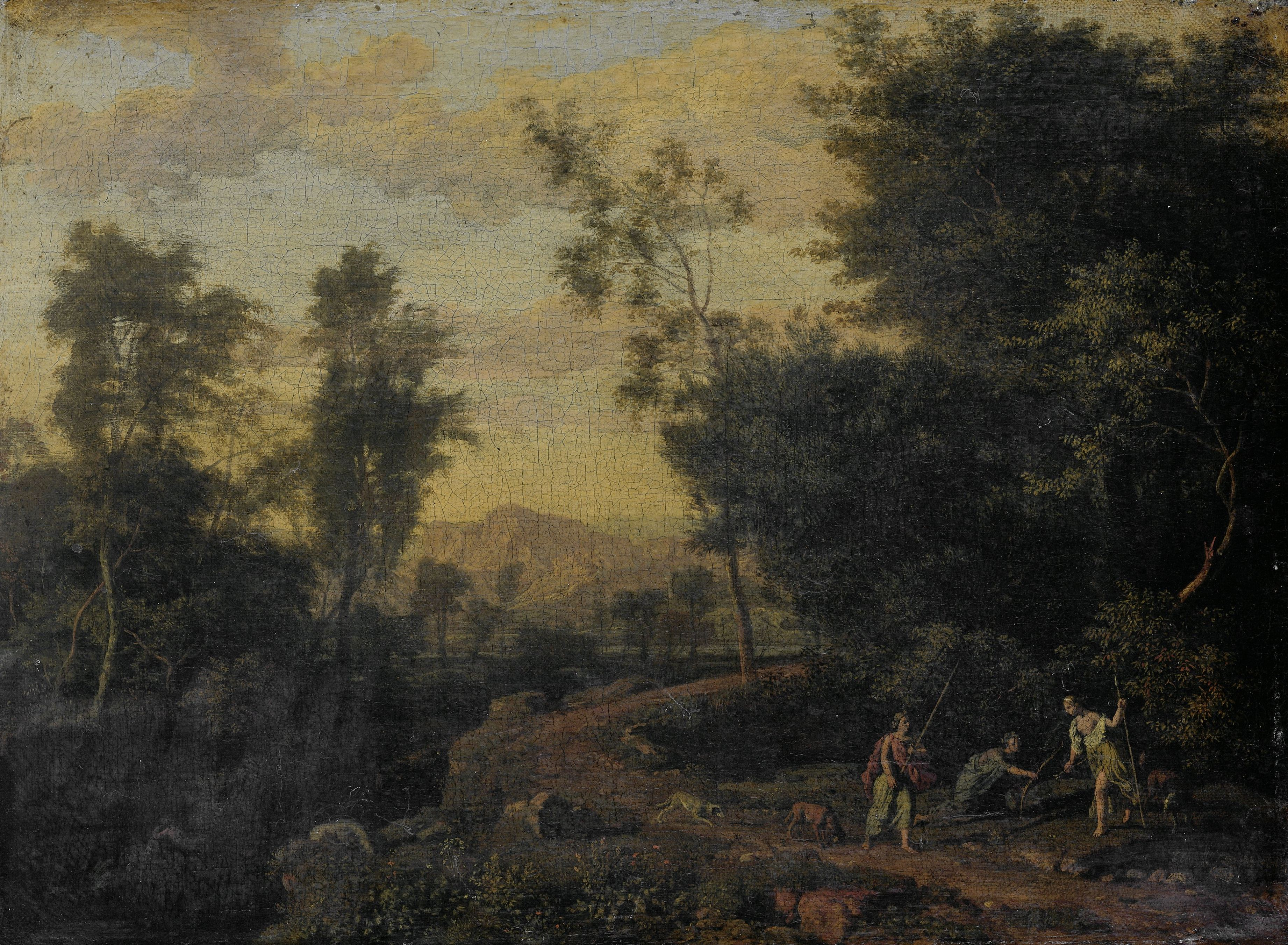
Krajina s lovkyní Dianou

Abraham Genoels II nebo Abraham Genouil (přezdívka: Archimedes) (25. května 1640, Antverpy – 10. května 1723, Antverpy) byl vlámský barokní malíř, kreslíř, rytec a návrhář gobelínů. Je znám především svými krajinomalbami, kresbami a tisky. Pracoval v Paříži, Římě a Antverpách.

## Životopis

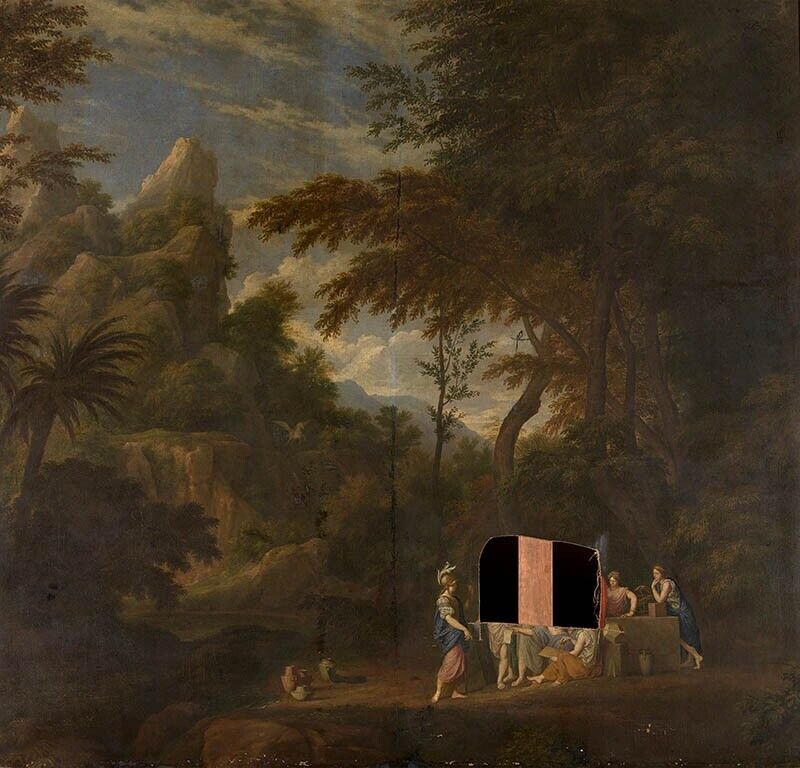
Minerva s múzami v krajině, 217,9 cm × 232 cm, 1672

Abraham Genoels se narodil 25. května 1640 v Antverpách jako syn výrobce škrobu Petera Genoelse a Cornelie Melis. V jedenácti letech začal studovat malířství a toto studium trvalo pěti let, jeho učiteli byli Jacques Backereel, později jej učil perspektivu další antverpský malíř Nicolaes Fierlants. Jakmile dokončil studium, rozhodl se opustit Antwerpy. Nizozemský životopisec Arnold Houbraken věnoval v životopisném díle Schouwburg Genoelsovi celých deset stran, na kterých mimo jiné popisoval umělcovy zahraniční cesty. V roce 1659 Genoels cestoval s Georgem Remeesem do Amsterdamu. Chtěli pokračovat v cestě do Paříže, ale válka jim v cestě na jih po souši zabránila. Zatímco čekali na loď do Paříže, Genoels se rozhodl vydat na prohlídku všech kunstkabinetů a studovat i kabinetní obrazy. Po příjezdu do Paříže (přes Dieppe) se Genoels ubytoval v domě svého bratrance Laurenta Franckena, kde se setkal s malířem Francisquem Milletem, který se narodil v Antverpách. Genoels učil jeho a dalších sedmnáct studentů pracovat s perspektivou.

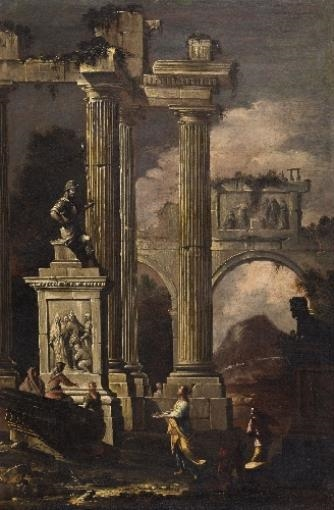
Italská krajina s ruinami

Genoels brzy získal zakázku na vytváření gobelínových návrhů od Gi. de la Noire Tapissiera. Následně následovala řada dalších zakázek. Královský dvorní malíř (Premier peintre du roi) francouzského krále Ludvíka XIV. Charles Le Brun vedl v té době královskou manufakturu na výrobu tapiserií "Gobelins Manufactory" založenou v roce 1663. Le Brun pozval do Paříže vlámského malíře Adama Franse van der Meulena, proslulého obrazy bitevních scén. Jeho úkolem bylo navrhovat tapiserie líčící úspěchy francouzských vojáků a zejména oslavovat Ludvíka XIV. jako vojevůdce. Adam Frans van der Meulen přizval řadu dalších vlámských umělců, včetně Genoelse a Adriaena Franse Boudewijnse, aby mu pomáhali ve vytváření návrhů designu tapiserií. V roce 1669-70 byl Genoels vyslán spolu s Boudewijnsem a Janem van Huchtenburgem do jižního Nizozemska kreslit tři pohledy na zámek Mariemont. Kresby měly sloužit jako vzor pro design gobelínů vyráběných v Gobelins Manufactory. Účty dochované z Gobelins Manufaktury dokazují, že tito tři umělci obdrželi také platby za práci na návrzích série tapisérií zobrazujících „Měsíce roku (Months of the Year)“. Adriaen Frans Boudewijns vytvořil četné rytiny Genoelsových prací.
V době, kdy pro Genoels pracoval pro Le Bruna, pracoval pro něho i francouzský rytec Gérard Audran. Ten naučil Genolse technice rytin obrazů. Charles Le Brun navrhl Genoelse jako kandidáta na členství v "Académie royale de peinture et de sculpture" (Královská akademie malby a sochařství). V roce 1665 se Genoels stal členem této akademie. Poté dostal od francouzského krále dům a důchod. Genoels také dostal od krále zaplaceno za spolupráci s Charlesem Le Brunem na obrazech bitev Alexandra Velikého. Před svým návratem do Flander Genoels pracoval i pro další vysoce postavené osoby v Paříži, jako byl francouzský státní sekretář François-Michel le Tellier, markýz z Louvois a Louis, Grand Condé,(zvaný Veliký), pro jeho zámek Château de Chantilly.

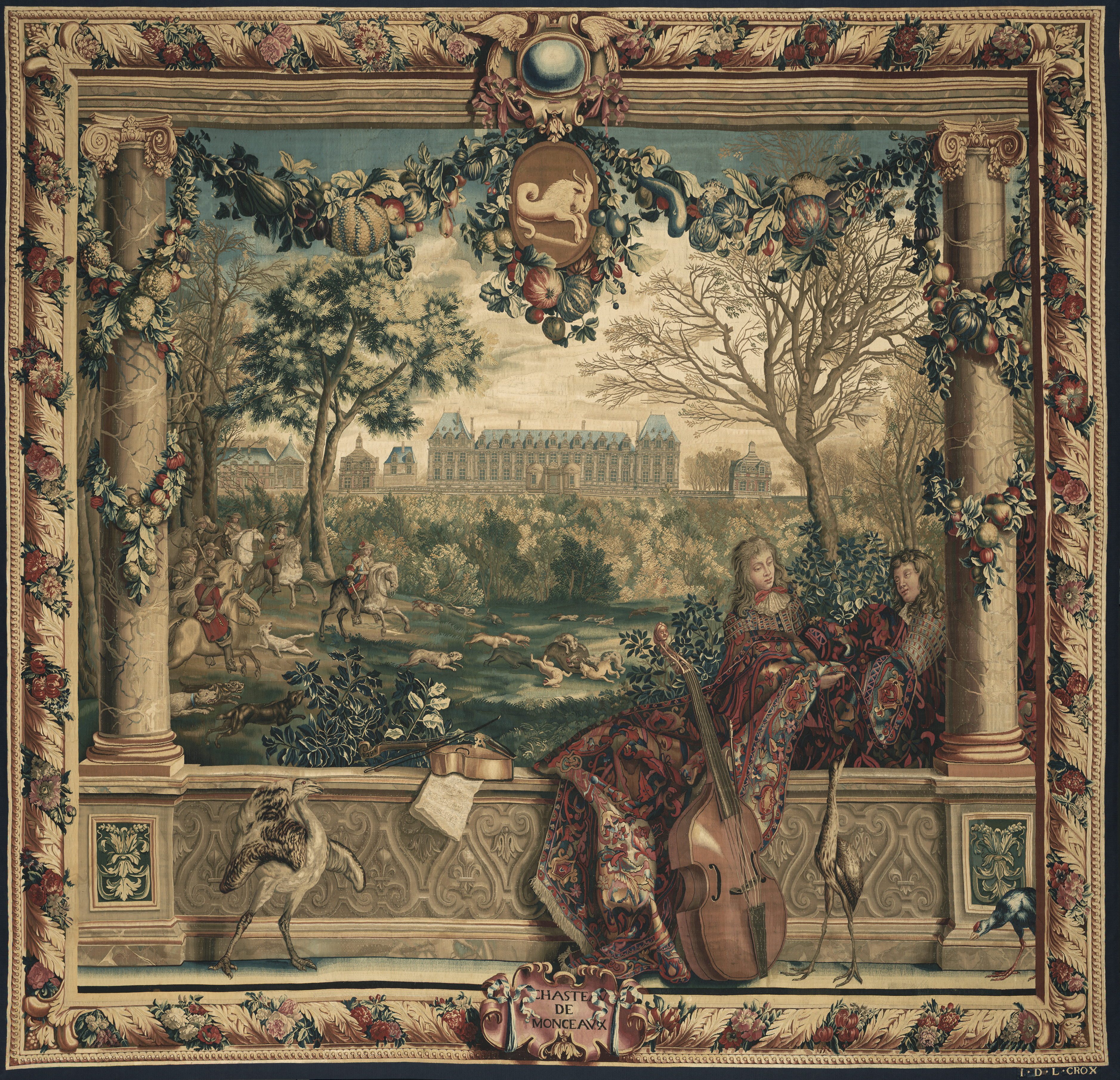
Měsíc prosinec, tapiserie

V roce 1669 se umělec vrátil do Antverp, kde byl v roce 1672 zaregistrován v místním Cechu sv. Lukáše 1672. V letech 1672-73 namaloval obraz Minerva s múzami v krajině pro cechovní místnost v Antverpách, odměnou mu bylo osvobození od cechovních poplatků a oficiálních povinností v cechu na dobu 25 let.

## Cesta do Itálie
Jeho touha navštívit Řím byla naplněna v roce 1674, kdy už si vydělal dost peněz na to, aby tuto cestu mohl pohodlně financovat. Vyrazil se skupinou vedenou Marselis Liberechts, který v Římě už byl. Dalšími členy skupiny byli sochař Pieter Verbrugghen II., Frans Moens z Middelburgu, kanovník z Liège, antverpský rytec Albert Clouwet, neapolský obchodník Abraham van den Heuvel a benátský obchodník Soldanio. V září 1674 opustili Antverpy a cestovali do Kolína na Rýnem. Po 4–5 dnech si najali loď a pluli po Rýnu do Mohuče. Pokračovali obchodní lodí po řece Rýn do Frankfurtu, kde zůstali 3 dny a odkud pokračovali kočárem do Augsburgu. V cestě pokračovali koňmo do Tyrolského hrabství, prošli Innsbruckem a přes Brennerský průsmyk do Trenta. Podél řeky Brenty sestoupili z Alp do Trevisa a odtud se vydali lodí do Benátek. Dále cestovali po řece Pádu do Ferrary, pak pokračovali do Bologne. Po 4 dnech si najali kočár, a navštěvujíce cestou různá malá italská města, doputovali do Říma.
V Římě se Genoels stal členem spolku Bentvueghels, sdružení především holandských a vlámských umělců pracujících v Římě. Ve sdružení bylo zvykem vybrat pro každého člena charakteristickou přezdívku, tzv. "ohnuté jméno". Genoelsova přezdívka byla "Archimedes". Toto jméno mu bylo dáno pro jeho znalost geometrie a schopnost používat perspektivu. Genoels poslal Houbrakenovi kopii jeho “Bentbrief”, dokumentu, který stvrzoval jeho členství ve sdružení. Bentbrief byl podepsán svědky jeho ceremoniálu přijímání za člena.

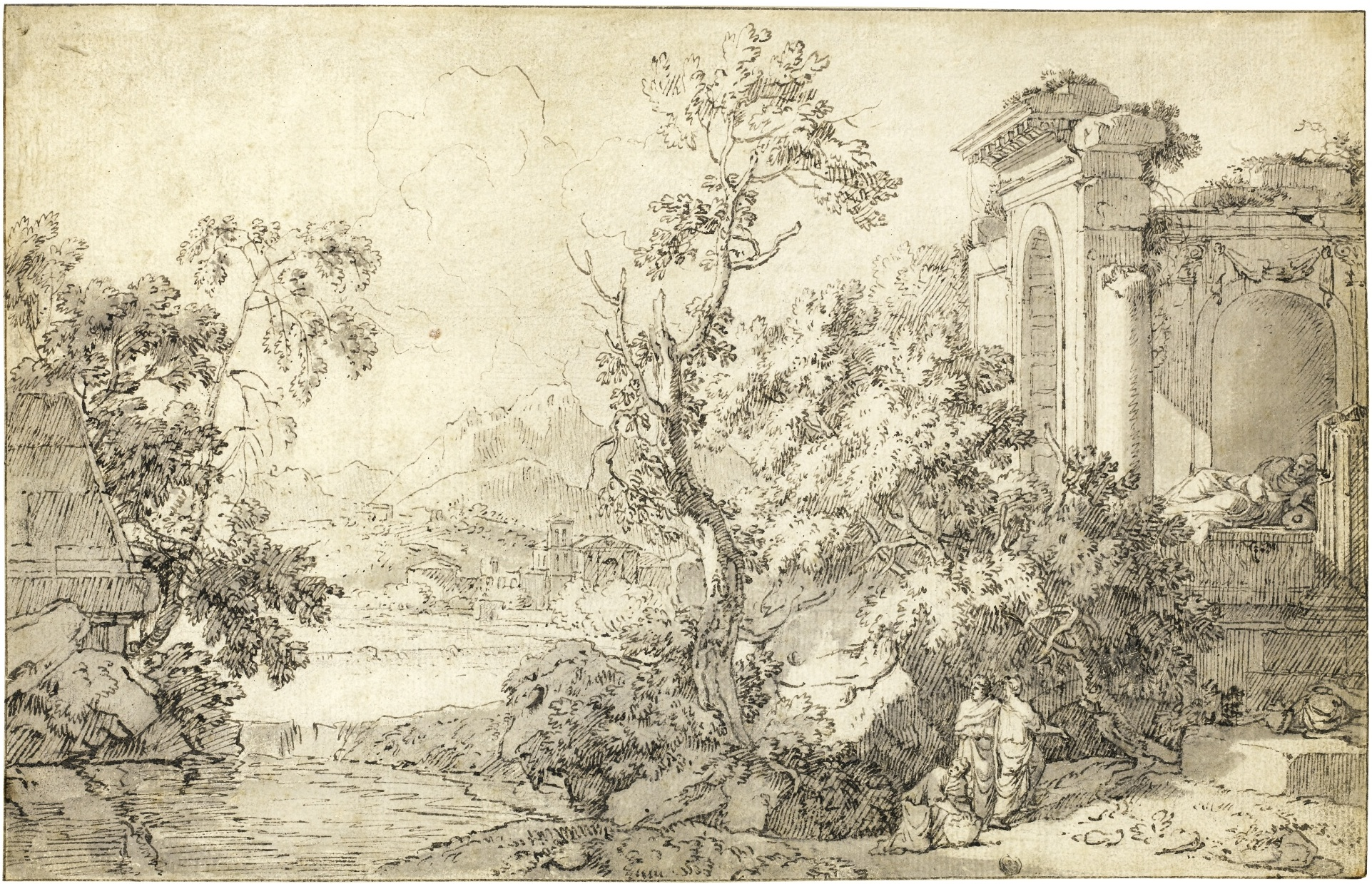
Italská krajina s postavami a ruinami

V Římě Genoels spolupracoval s nizozemským umělcem Gasparem van Wittelem a možná byl i jeho učitelem.

## Návrat z cest
V roce 1682 se Genoels vrátil domů do Antverp. Své obrazy si odvezl s sebou. Ale už 25. dubna 1682 společně s antverpským rytcem Lavironem a dvěma francouzskými rytci Cavalierem a Monierem Antverpy opustil a odcestoval přes Sienu, Florencii, Pisu, Livorno, Janov a Nice do Marseille. Dále cestoval na mezkovi do Avignonu. Odtud pokračoval po řece Rhôně do Lyonu a pak proti proudu řeky Saôny do Villefranche-sur-Saône. Odtud jel koňmo přes Tarare, dále přes hory do Roanne na Loiře. Pokračoval lodí do Orléansu a odtud do Paříže. V Paříži čekal na loď s jeho zavazadly. Mezitím navštěvoval své staré přátele. Než jeho loď dorazila, namaloval jako dárek jeden obraz pro Charlese le Bruna a další, o hodně větší, pro Jeana-Baptistu Colberta. V Paříži si najal kočár a odcestoval do Lille, odtamtud do Tournai a Gentu. Dne 8. prosince 1682 dorazil do Antverp, odkud udržoval korespondenci s Arnoldem Houbrakenem. Mezi jeho žáky patřili: Peeter Beethoven (1689–1690), Gillis Bisschop (1692–1693) a Ferdinandus Goffine (1694–1695). Genoels byl velmi úspěšný a zemřel jako bohatý muž.

## Dílo
Za jeho života byly jeho obrazy vysoce ceněné. Ale v půběhu 18. století jeho obliba klesala. To může být důvod, proč se tak málo z jeho hlavních děl dochovalo. Přežívající malby jsou klasicky strukturované krajiny s mytologickými scénami, které drží klasicistní styl Nicolase Poussina. Nicméně jeho krajinářské kresby a lepty jsou stále velmi uznávané. Dobře strukturované kompozice často zobrazují antickou italskou architekturu s drobnými, nepříliš detailně zpracovanými postavami zasazenými do bohatě vykreslené krajiny. Kresba ukazuje rozhodnost a plynulost linií. Genoelsovy lepty jsou výrazně ovlivněny italskou krajinou, zejména krajem Campagna Romana s jeho architektonickými ruinami. Jeho tisky ukazují idylické krajiny. Lepty jeho návrhů udělali jiní umělci, například Adriaen Frans Boudewijns. Genoelsovy obrazy v italském stylu kontrastují s naturalismem místních umělců, kteří se odvážili malovat drsnější, písčité, severní krajiny.